# Браян Джонс (плавець)
Браян Джонс (англ. Brian Johns; нар. 5 серпня 1982) — канадський плавець.
Учасник Олімпійських Ігор 2000, 2004, 2008 років.
Призер Чемпіонату світу з водних видів спорту 2007 року.
Призер Чемпіонату світу з плавання на короткій воді 1999, 2002 років.
Призер Пантихоокеанського чемпіонату з плавання 1999, 2002 років.
Призер Ігор Співдружності 2002, 2006 років.
Призер Панамериканських ігор 1999 року.
Переможець літньої Універсіади 2007 року.